# Panhard & Levassor 24CV
Con la sigla 24CV, utilizzata nel contesto della produzione della Casa automobilistica francese Panhard & Levassor, si intende una famiglia di autovetture di lusso presente nei listini Panhard & Levassor dal 1904 al 1916 con due pause produttive nel 1909 e nel 1911.

## Storia ed evoluzione

### Le origini
I primissimi esemplari appartenenti alla fascia delle vetture da 24 CV fiscali vennero introdotte sul mercato come derivazione diretta dei modelli Type F e Type H, presenti in listino già giugno del 1902 e che fino alla fine dell'anno seguente furono inclusi nella fascia fiscale delle vetture da 20 CV fiscali. Dall'inizio del 1904, invece, queste vetture passarono a una nuova categoria fiscale, ossia quella dei modelli da 24 CV fiscali, dando così origine a questa nuova famiglia di modelli. Tuttavia, il profilo tecnico delle nuova Type F e Type H non cambiò: entrambi montavano un motore Centaure a 4 cilindri in linea da 5313 cm3 e montavano un cambio a 4 marce. La base meccanica era quella tipica dell'epoca, con telaio a longheroni e traverse in acciaio, molle a balestra e freno a cavo sulle ruote posteriori. La produzione di questi due modelli proseguì comunque ancora per breve tempo, e precisamente fino al marzo del 1905. La produzione totale fu di 115 esemplari.

### I modelli successivi
Ai modelli Type F e Type H seguirono i modelli Type J (disponibile anche nelle versioni da 15 e 18 CV fiscali) e Type O (disponibile anche in versione da 35 CV fiscali), entrambi spinti da un motore Centaure allégé da 5313 cm3. La differenza sostanziale fra i due modelli stava nel tipo di cambio, comunque sempre a 4 marce. Anche la produzione di questi modelli durò poco tempo, infatti già nei primi mesi dell'anno seguente vennero tolti di listino dopo un totale di 260 esemplari (di cui solo 4 della Type O). A questi modelli seguì la Type U1 24CV,che dei due modelli precedenti riprese il motore, ma con assi a camme e tutti gli altri organi racchiusi in carter di alluminio, all'interno del quale veniva irrorato olio lubrificante. Vennero apportati anche dei nuovi aggiornamenti al cambio. A partire dall'ottobre del 1907, alla Type U1 venne affiancata la Type U3, il cui motore venne realizzato sempre sulla base dell'unità da 5,3 litri della Type U1, ma venne rivisitato in modo tale da poterne innalzare il regime di rotazione e migliorarne così il rendimento.
La Type U3 nacque come vettura da 24 CV fiscali e in effetti tali furono i primissimi esemplari, per la precisione sei, prodotti fra l'ottobre e il dicembre del 1907. Ma con l'arrivo del 1908, la Type U3 passò nella categoria delle vetture da 25 CV fiscali per via di alcuni aggiornamenti tecnici previsti proprio per l'inizio del nuovo anno. Il 1908 vide fra l'altro anche l'uscita di scena della Type U1, per cui durante tutto il 1909 non vi furono modelli da 24 CV fiscali in listino, in quanto si passò direttamente dai 18 CV fiscali della Type X1 ai 25 CV fiscali della Type U3. Tutti questi modelli erano caratterizzati dalla trasmissione a catena: solo in seguito sarebbero arrivati i primi modelli di questa fascia di mercato a montare il giunto cardanico.

### Il ritorno delle 24CV
Tale situazione diede luogo alla prima delle due brevi pause produttive per le vetture Panhard & Levassor da 24 CV fiscali, una pausa che durò per circa un anno, dopodiché, analogamente a quanto era successo in precedenza per la Type U3 (che continuò la sua carriera fra le vetture da 25 CV fiscali), la Type U5, modello in precedenza annoverato fra le Panhard & Levassor da 30 CV fiscali, venne riclassificato a 24 CV fiscali in virtù di nuovi aggiornamenti tecnici che meccanica) la resero meno impegnativa per il fisco. La Type U5 montava un 6 cilindri molto compatto, da 4950 cm3 di cilindrata. Montava inoltre la trasmissione a giunto cardanico, presente comunque anche l'anno prima. La Type U5 era inoltre caratterizzata da caratteristiche sportiveggianti per l'epoca, ma senza trascurare il comfort di marcia. La ricomparsa di una vettura da 24 CV fiscali nei listini della casa di avenue d'Ivry non sancì un immediato ritorno a tale fascia di mercato, in quanto già nel 1911 la Type U5 scomparve di listino senza avere modelli che ne raccogliessero immediatamente l'eredità. Ciò avvenne invece finalmente all'inizio del 1912 e in maniera del tutto analoga a quanto visto già più di una volta, ossia con la riclassificazione fiscale di modelli già esistenti. In particolare, furono due ex-modelli da 30 CV fiscali, la Type X3 e la Type U8, a scendere come "peso fiscale" e a entrare nella fascia da 24 CV. Di questi due modelli, la Type U8 aveva un'impostazione più tradizionale, con trasmissione a catena e freni a circuito singolo. La Type X3, invece, nel passaggio dai 30 ai 24 CV fiscali cambiò sigla in Type X13, differenziandosi per l'impianto frenante a doppio circuito, comunque sempre sulle sole ruote posteriori. Rispetto alla Type U8, poi, la X13 montava anche la trasmissione a giunto cardanico. Per entrambe, il motore era il già noto 6 cilindri da 4950 cm3, ma solo il modello più moderno proseguì nella sua produzione anche dopo il 1912 la Type U8 venne tolta di produzione alla ine di quello stesso anno dopo essere stata prodotta in 21 unità appena (più 97 unità prodotte come vettura da 30 CV fiscali negli anni 1910 e 1911). La Type X13 fu anche l'ultima delle Panhard & Levassor da 24 CV fiscali: venne infatti prodotta fino al febbraio del 1916 in appena 48 esemplari.

## Tabella riepilogativa
Di seguito vengono riepilogate le caratteristiche relative ai modelli da 24 CV fiscali prodotti dalla Panhard & Levassor nel corso degli anni:
| Panhard & Levassor 24CV (1904-16) |        |            |                  |                     |                    |                    |
| Modello                           | Motore | Cilindrata | Trasmissione     | Cambio/ N° rapporti | Anni di produzione | Esemplari prodotti |
| Type F 20/24 CV                   | O4I    | 5313       | Catena           | Type KC 4 marce     | 01/1904-03/1905    | 61                 |
| Type H 20/24 CV                   | O4I    | 5313       | Catena           | Type KC 4 marce     | 01/1904-03/1905    | 61                 |
| Type J 24 CV                      | S4I    | 5313       | Catena           | Type KC 4 marce     | 1905-06            | 256                |
| Type O 24 CV                      | S4I    | 5313       | Catena           | Type KCB 4 marce    | 04/1905-03/1906    | 4                  |
| Type U1                           | Z4I    | 5313       | Catena           | Type KL 4 marce     | 01/1906-1908       | 774                |
| Type U3                           | T4I    | 5313       | Catena           | Type KL 4 marce     | 10/1908-12/1908    | 226                |
| Type U5                           | W6R    | 4950       | Catena           | Manuale 4 marce     | 01/1910-12/1910    | 4                  |
| Type U8                           | V6R    | 4950       | Catena           | Manuale 4 marce     | 01/1912-05/1912    | 21                 |
| Type X13                          | V6R    | 4950       | Giunto cardanico | Manuale 4 marce     | 01/1912-02/1916    | 48                 |